# Amphibolite Point
Amphibolite, Point är en udde i Antarktis. Den ligger på Coronation Island i Sydorkneyöarna. Argentina och Storbritannien gör anspråk på området. 
Terrängen inåt land är kuperad åt sydost, men norrut är den bergig. Havet är nära Amphibolite, Point åt sydväst. Trakten är obefolkad. Det finns inga samhällen i närheten.